# 長母指伸筋
長母指伸筋（ちょうぼししんきん、英語: extensor pollicis longus muscle）は人間の上肢の筋肉で母指IP関節、MP関節の伸展、橈側外転、掌側内転を行う。
尺骨後面、前腕骨間膜から起こり、母指末節骨底で停止する。